# Аніс Буссаїді
Аніс Буссаїді (араб. أنيس البوسعايدي, фр. Anis Boussaïdi; нар. 10 квітня 1981, Бардо) — туніський футболіст, захисник клубу «Таврія» та національної збірної Тунісу.
Насамперед відомий виступами за «Металург» (Донецьк), а також національну збірну Тунісу.

## Клубна кар'єра
У дорослому футболі дебютував 2001 року виступами за команду клубу «Стад Тунізьєн», в якій провів три сезони.
Своєю грою за команду привернув увагу представників тренерського штабу донецького «Металурга», до складу якого приєднався 2004 року. Відіграв за донецьку команду наступні три сезони своєї ігрової кар'єри. Більшість часу, проведеного у складі донецького «Металурга», був основним гравцем захисту команди.

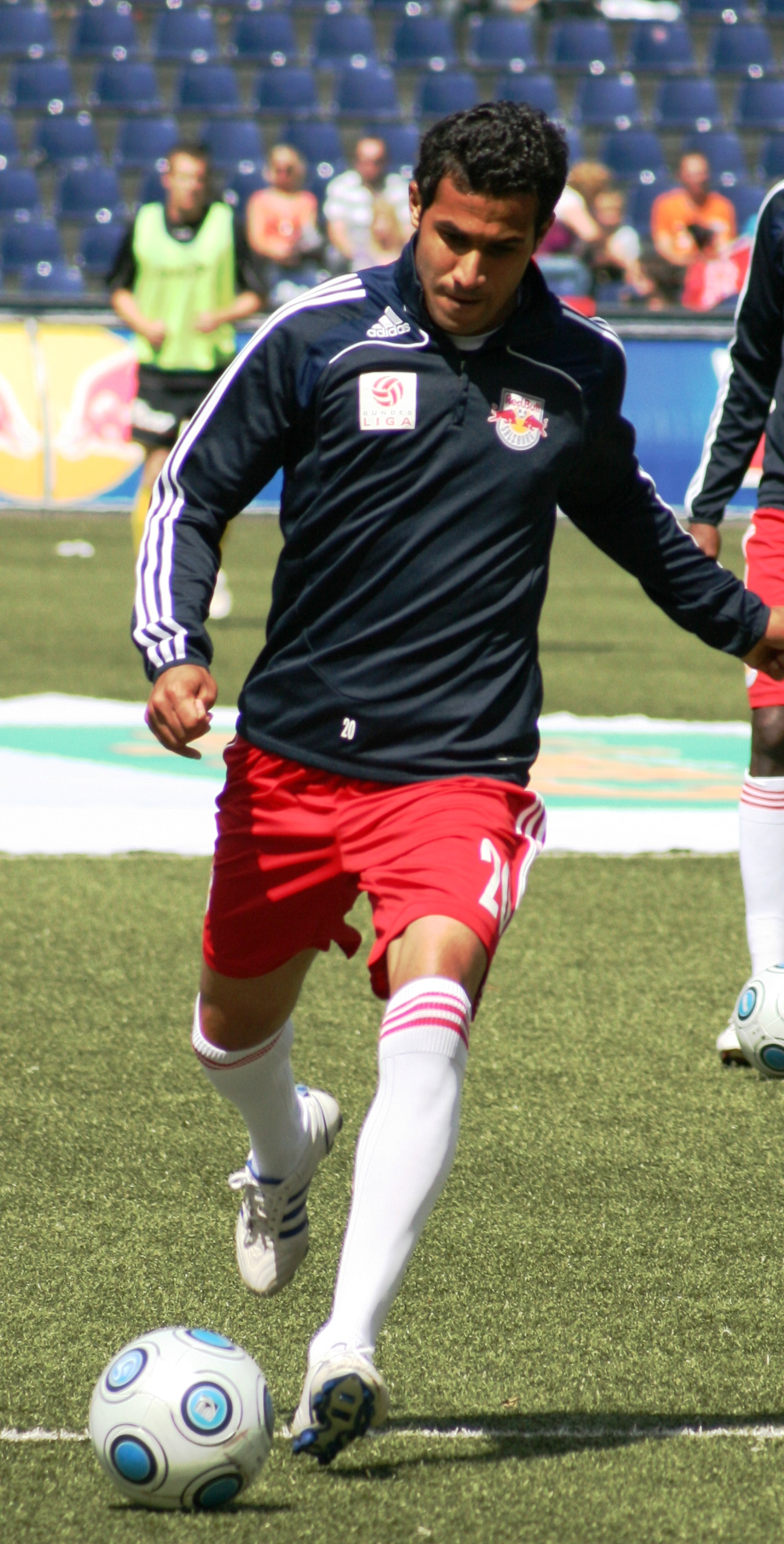
Аніс Буссаїді у 2009 році в формі «Ред Булла»

У грудні 2007 року перейшов у «Арсенал» (Київ), але вже на початку 2008 року був відданий в оренду в бельгійський «Мехелен».
Влітку 2008 року був проданий киянами і уклав контракт з клубом «Ред Булл», у складі якого провів лише один рік своєї кар'єри гравця. Протягом сезону 2009—2010 захищав кольори дублюючої команди «Ред Булл».
У наступному сезоні Аніс захищав кольори клубу ПАОК.
У 2011 році недовго захищав кольори «Ростова».
До складу «Таврії» приєднався наприкінці 2011 року, де і виступав до травня 2014 року, поки клуб не було розформовано.

## Виступи за збірну
У складі збірної Тунісу U-23 брав участь у літніх Олімпійських іграх 2004 року
20 листопада 2002 року дебютував в офіційних матчах у складі національної збірної Тунісу в товариській грі проти збірної Єгипту (0-0).
У складі збірної був учасником Кубка африканських націй 2012 року, на якому зіграв у двох з чотирьох матах збірної. Також брав участь у наступному Кубку африканських націй у 2013 році.
Всього провів у формі головної команди країни 32 матчі.

## Досягнення
- Переможець Середземноморських ігор: 2001
- Володар Арабського Кубку володарів Кубків: 2002
- Володар Кубка туніської ліги: 2002
- Володар Кубка Тунісу: 2003
- Бронзовий призер чемпіонату України: 2005
- Чемпіон Австрії (2): 2009, 2010.